# Оборин, Лев Николаевич
Лев Никола́евич Обо́рин (29 августа (11 сентября) 1907, Москва — 5 января 1974, Москва) — советский пианист, композитор, педагог. Народный артист СССР (1964). Лауреат Сталинской премии второй степени (1943).

## Биография
Лев Оборин родился 29 августа (11 сентября) 1907 года в Москве в семье инженера-путейца.
Учился в школе № 327 в Большом Трёхсвятительском переулке. В 1921 году окончил Музыкальное училище имени Гнесиных по классу фортепиано (класс Н. Н. Малютиной, затем — Е. Ф. Гнесиной). Занимался также композицией с А. Т. Гречаниновым, предполагая стать в будущем композитором. В 1921—1926 годах продолжил обучение в Московской консерватории им. П. И. Чайковского по двум специальностям: «фортепиано» (класс К. Н. Игумнова) и «композиция» (класс Г. Э. Конюса, затем Н. Я. Мясковского и Г. Л. Катуара).
В 1927 году, обучаясь в аспирантуре у К. Н. Игумнова, получил известность, победив на Первом Международном конкурсе пианистов имени Ф. Шопена в Варшаве. Уже тогда критики отмечали зрелость и академичность его исполнения.
Рассказывает профессор Г. М. Цыпин:

«В декабре 1926 года в Москве был получен проспект Первого международного конкурса пианистов имени Шопена в Варшаве. Приглашались музыканты из СССР. Проблема состояла в том, что для подготовки к соревнованию фактически уже не оставалось времени. „За три недели до начала конкурса Игумнов показал мне программу соревнования, — вспоминал позднее Оборин. — В моем репертуаре была примерно треть обязательной конкурсной программы. Подготовка в таких условиях казалась бессмысленной“. Тем не менее он начал готовиться: настоял Игумнов и один из авторитетнейших музыкантов той поры Б. Л. Яворский, с мнением которого Оборин считался в самой высокой степени. „Если очень захотеть, то выступить сможете“, — сказал Яворский Оборину. И тот поверил».

Соломон Волков:

Для советской делегации в целом выступление на Варшавском конкурсе стало невероятным успехом — против всех ожиданий. Оборину удалось завоевать первую премию. Как писал Илья Эренбург: «Дипломатам пришлось стушеваться и полякам признаться, что лучше всех исполняет Шопена „москаль“». В правительственной газете «Известия» появилась карикатура любимца Сталина — Бориса Ефимова, изображавшая торжествующего девятнадцатилетнего Оборина и готовых лопнуть от злобы дряхлых врагов Советского Союза, с иронической подписью: «Тут действуют руки Москвы».
Сталину, безусловно, доложили о восторгах великого польского композитора Кароля Шимановского: «Это нельзя назвать успехом, даже не фурором. То было сплошное победное шествие, триумф!»— С. М. Волков. «Шостакович и Сталин: художник и царь»
В годы учёбы в консерватории входил в состав кружка молодых композиторов «Московская шестерка» вместе с В. Я. Шебалиным, М. Л. Старокадомским, М. М. Черемухиным, Ю. С. Никольским и М. В. Квадри.
Автор ряда фортепианных пьес, в том числе сонаты, романсов, скерцо для оркестра и др.
После победы на конкурсе имени Ф. Шопена начал интенсивную концертную деятельность в СССР и за рубежом. В отдельные сезоны давал до 100 сольных концертов, что вынудило оставить сочинение музыки.
В годы войны продолжал выступать на Всесоюзном радио, находился в составе фронтовых концертных бригад. С 1943 года играл в ансамбле со скрипачом Д. Ф. Ойстрахом и виолончелистом С. Н. Кнушевицким. Этот ансамбль просуществовал до кончины С. Н. Кнушевицкого в 1963 году.
Прославился как исполнитель русской фортепианной музыки, прежде всего — сочинений П. И. Чайковского, а также как камерный музыкант — его запись всех скрипичных сонат Л. ван Бетховена с Д. Ф. Ойстрахом до сих пор считается одним из лучших исполнений этого цикла. В репертуар пианиста входили также произведения С. В. Рахманинова, Н. К. Метнера, С. С. Прокофьева, Д. Д. Шостаковича, Ф. Шопена, Р. Шумана, Ф. Листа, а также посвящённый ему Первый фортепианный концерт А. И. Хачатуряна.
С 1928 года преподавал в Московской консерватории камерный ансамбль, с 1930 — специальное фортепиано (в 1954—1959 годах и с 1965 заведовал кафедрой) (с 1935 — профессор).
За годы преподавания воспитал более 100 учеников, среди которых — М. С. Воскресенский, В. Д. Ашкенази, Г. Н. Рождественский, С. И. Осипенко, В. В. Селивохин, А. Г. Севидов, Т. П. Кравченко, Б. А. Чайковский, Т. А. Алиханов, И. М. Красильников, Т. Г. Миансарова и многие другие.
С 1962 года — председатель Совета профессоров фортепианного факультета.
Автор нескольких оригинальных сочинений и статей об исполнительском искусстве.
Лев Николаевич Оборин умер 5 января 1974 года в Москве. Похоронен на Новодевичьем кладбище (участок № 2). На надгробье указаны годы рождения и смерти: 1910—1974.

### Семья
- Жена — Оборина Ольга Никитична (1921—1979), преподаватель школы дикторов телевидения.

## Награды и звания
- Первый Международный конкурс пианистов имени Ф. Шопена в Варшаве (1-я премия, 1927)
- Заслуженный деятель искусств РСФСР (1945)
- Народный артист РСФСР (1955)[7]
- Народный артист СССР (1964)
- Сталинская премия второй степени (1943) — за концертно-исполнительскую деятельность[8]
- Государственная премия РСФСР имени М. И. Глинки (1966) — за концертно-исполнительскую деятельность
- Два ордена Ленина (1946, в связи с 80-летием Московской консерватории; 1966, в связи с 100-летием Московской консерватории)
- Орден Трудового Красного Знамени
- Орден «Знак Почёта» (03.06.1937) — за исключительные успехи в области музыкального искусства
- Медаль «За доблестный труд. В ознаменование 100-летия со дня рождения Владимира Ильича Ленина»
- Медаль «За доблестный труд в Великой Отечественной войне 1941—1945 гг.»
- Медаль «В память 800-летия Москвы»
- Орден Братства и единства (1945, Югославия)

## Сочинения
- Для голоса и симфонического оркестра — Фантастическое скерцо (1925);
- Для фортепиано — Четыре прелюдии (1922—1923), Тетрадь по контрапункту (строгий стиль, 1922—1923), Пьеса (1923), Две пьесы (1924), Прелюдия (1924), Две пьесы (1926), Четыре пьесы (изд. 1927), Три пьесы (Прелюдия, Интермеццо, Танец, изд. 1933);
- Сонаты: I, II (1926—1927);
- Для голоса и струнного квартета — романс «Береза» (сл. А. Фета, 1923);
- Для голоса и фортепиано — романсы «Колыбельная» (сл. А. Ахматовой, 1925), «Проводила друга» (сл. А. Ахматовой, 1925), «Песенка» (сл. В. Козина, 1930).